# قانع (شاعر)

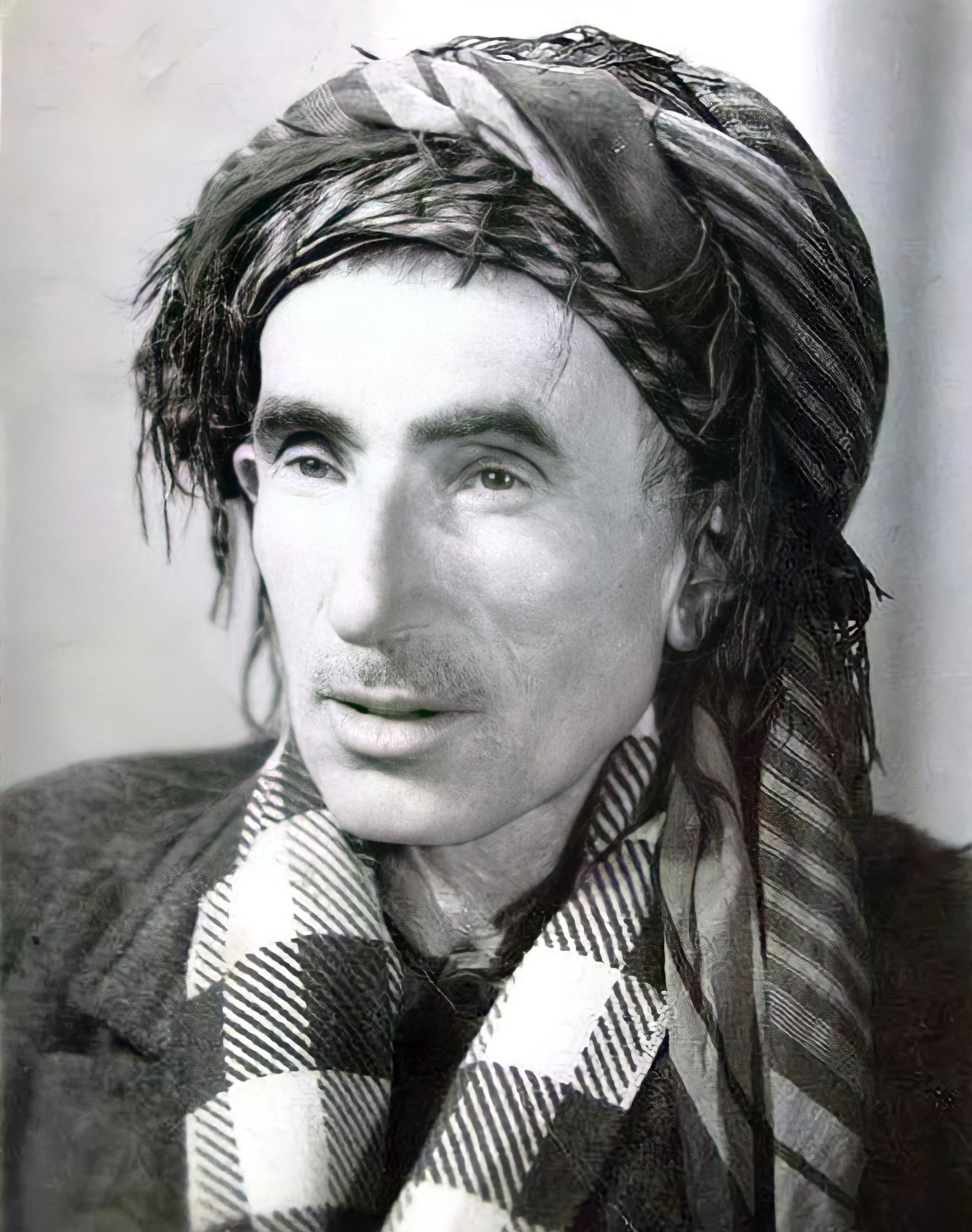
سید محمد کابلی

سید محمد کابلی (به کردی: موحەممەد کابولی) متخلص به قانع و مشهور به ماموستا قانع شاعر معاصر کرد، نوهٔ شاعر کرد شیخ سعید دولاش (شیخ سعید کابلی) در سال ۱۲۷۷ خورشیدی در روستای دولاش، از توابع شهر مریوان به دنیا آمد. او در خردسالی والدین خود را از دست داد. وی بیشتر ایام کودکی و نوجوانی را تحت سرپرستی آقا سیدحسین چوری در روستای چور مریوان سپری نمود. سرانجام در تاریخ ۱۷ اردیبهشت‌ماه سال ۱۳۴۴ شمسی بر اثر بیماری آسم درگذشت.
هیمن از شاعران بزرگ کردستان در آثارش بارها اشاره کرده است که از بزرگ‌ترین دیدارهایش دیدار با ماموستا قانع بوده است.
در شهرهای مریوان، سنندج، مهاباد، سقز و بوکان و پیرانشهر میدان‌ها و خیابان‌های زیادی به اسم ماموستا قانع نامگذاری شده است که نشان از محبوبیت وی و اشعارش در میان کردزبانان است.

## ویژگی‌های شعر قانع
درون مایه بیشتر اشعار وی ستایش آزادی، وطن و پرداختن به مشکلات مردم مستمند است، از این رو وی را شاعر ستمدیدگان کرد لقب داده‌اند. اشعار او وزن‌دار و بیشتر تحت تأثیر شاعرهای کلاسیک کرد چون نالی، کردی، سالم (شاعر) و حاجی قادر کویی است. قانع به زبان‌های کردی، عربی و فارسی شعر سروده ولی بیشتر شهرت او به خاطر اشعار ساده و روان کردی‌اش است.